# Park Hoon-jung

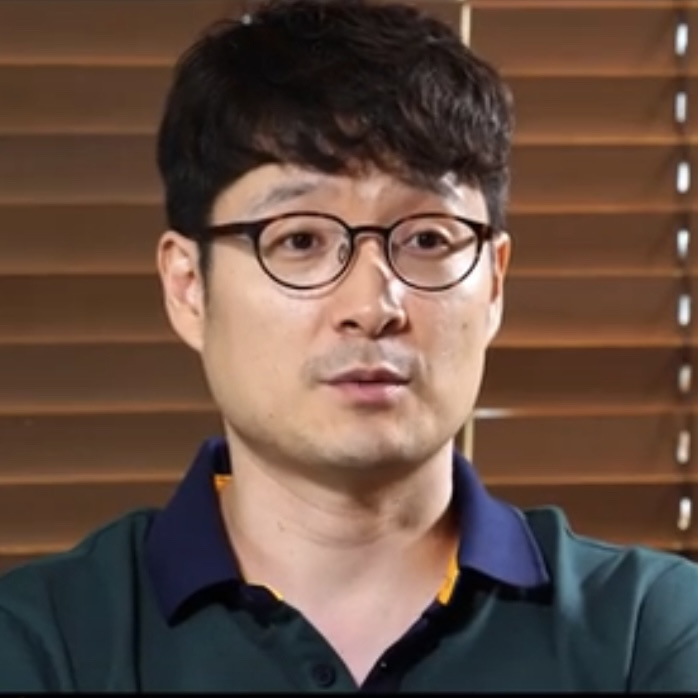
Park Hoon-jung

Park Hoon-jung ist ein südkoreanischer Filmregisseur und Drehbuchautor. Nachdem Park die Drehbücher für Kim Jee-woons I Saw the Devil und Ryoo Seung-wans The Unjust schrieb, drehte er 2011 mit The Showdown seinen ersten eigenen Film. Dieser Film war jedoch nicht sehr erfolgreich. Sein zweiter Film, New World, erreichte hingegen über 4 Millionen Zuschauer in Südkorea und erhielt weltweit positive Kritiken.
Für seine Arbeit als Drehbuchautor wurde er 2018 in die Academy of Motion Picture Arts and Sciences berufen, die jährlich die Oscars vergibt.
Sein Gangster-Noir Night in Paradise hatte auf den Internationalen Filmfestspielen von Venedig 2020 Weltpremiere.

## Filmografie
- 2010: I Saw the Devil (악마를 보았다, Drehbuch)
- 2010: The Unjust (부당거래, Drehbuch)
- 2011: Swordbrothers (혈투 Hyeoltu, Regie und Drehbuch)
- 2013: New World – Zwischen den Fronten (신세계, Regie und Drehbuch)
- 2015: The Tiger – Legende einer Jagd (대호 Daeho)
- 2017: V.I.P.
- 2018: The Witch: Subversion (마녀 Manyeo)
- 2020: Night in Paradise
- 2022: The Witch: Part 2 – The Other One (Manyeo 2: Lo go)
- 2024: The Tyrant (폭군 Pokgun)